# 長屋和彰
長屋 和彰（ながや かずあき、1987年11月29日 - ）は、日本の俳優。東京都出身。MUKU所属。

## 経歴
2010年、映画『大奥〈男女逆転〉』の御中臈役でデビュー。2011年には岩井俊二プロデュース・桜井亜美監督による、東日本大震災後の福島県を題材とした中編映画『FUKUSHIMA DAY』の主役に抜擢される。しかし、その後の活動には結びつかず端役での映画・ドラマ出演が中心となる。
2015年、レジェンド・タレント・エージェンシーに籍を置いたまま劇団俳優座演劇研究所に27期生として入団。在籍中には舞台『匣 〜家族と死んだ恋人〜』で主演を務めた。なお、卒業後に劇団俳優座の準劇団員にはなっていない。
2017年、「誰かに見てもらわないと、このまま埋もれていってしまう」という焦りからENBUゼミナールのシネマプロジェクト第7弾のオーディションに参加し合格。同プロジェクトのワークショップを経て製作された映画『カメラを止めるな!』にメインの役どころで出演。同映画は翌年から劇場公開が始まり、上映館が当初2館から累計350館以上に拡大するという異例のヒットを記録した。なお、同映画の撮影時にはレジェンド・タレント・エージェンシーに所属していたが、この頃より事務所を退所している。
『カメラを止めるな!』のヒット後、ファンから過去の主演作『FUKUSHIMA DAY』を再び観たいという声が多く寄せられ、2019年4月27日に上映会「FUKUSHIMA DAY ~長屋を止めるな」が原宿のレンタルシアター・CAPSULEにて執り行われた。
2020年10月より、株式会社TRUSTARに所属。同年12月より、自身を主演に据え、監督、脚本、編集を初めて手掛けた長編映画『繕い合う・こと』を撮影。2021年2月よりMotionGalleryにて映画祭出品費用などを募るクラウドファンディングプロジェクトを立ち上げた。
2022年4月30日をもってTRUSTARとの契約を終了。芸能活動は継続する。

## 人物
趣味は読書、『三四郎のオールナイトニッポン』、映画鑑賞。かつては音楽鑑賞や落語も挙げていた。特技は乗馬、テニス、般若心経。好きな食べ物は唐揚げ。
休憩時間中にも台本を読み込み、芝居について真面目で熱い人間だと共演者からは評される。当初はエキストラとして活動していたが、自分で動けるようなものがやりたいという気持ちから事務所に所属し、それから我流で演技を学んでいったという。自分の人生経験の中に無い役だと別人になれて演じていて楽しいと語る。
声優の沢城千春は高校時代の同級生で、現在も親交がある。
仕事に対する姿勢について、お笑い芸人やミュージシャンなど自らを表現するタイプに尊敬の念を抱き、特にエレファントカシマシの宮本浩次に憧れを抱いてる。
2018年現在、映画館の吉祥寺オデヲンでアルバイトをしており、同映画館で『カメラを止めるな!』を上映していた期間には、アルバイト先で舞台挨拶に立つという珍妙な体験をしている。

## 出演

### 映画
- 本格冒険科学映画 20世紀少年 最終章 ぼくらの旗（2009年8月29日公開、東宝、監督：堤幸彦） - 柔道門下生 役
- ボックス!（2010年5月22日公開、東宝、監督：李闘士男）
- 大奥〈男女逆転〉（2010年10月1日公開、松竹/アスミック・エース、監督：金子文紀） - 御中臈 役
- 軽蔑（2011年6月4日公開、角川映画、監督：廣木隆一） - 黒服 役
- みなさん、さようなら（2013年1月26日公開、ファントム・フィルム、監督：中村義洋） - 永島勝 役
- イニシエーション・ラブ（2015年5月23日公開、東宝、監督：堤幸彦） - 主人公友人 役
- 天空の蜂（2015年9月12日公開、松竹、監督：堤幸彦） - 「新陽」社員 役
- バクマン。（2015年10月3日公開、東宝、監督：大根仁） - 編集者 役
- 狂恋（2015年11月14日公開、Piece Maker、監督：岩城武彦） - 坂本恭介 役[2]
- 娼年（2018年4月6日公開、ファントム・フィルム、監督：三浦大輔）
- カメラを止めるな!（2018年6月23日公開[注 2]、ENBUゼミナール/アスミック・エース、監督：上田慎一郎） - 神谷和明 役
- ホットギミック ガールミーツボーイ（2019年6月28日公開、東映、監督：山戸結希） - 長井 役
- わたしは光をにぎっている（2019年11月15日公開、ファントム・フィルム、監督：中川龍太郎） - スーパーの店長 役
- 横須賀綺譚（2020年7月11日公開、監督：大塚信一）[24]  - 梅田陽介 役
- ペルセポネーの泪（2022年3月18日公開、信越放送 / 源田企画、監督：磯部鉄平、源田泰章） - チンピラ長谷 役
- ミッシング（2024年5月17日公開、ワーナー・ブラザース映画、監督：𠮷田恵輔）
- 繕い合う・こと（2025年1月11日公開、監督：長屋和彰） - 主演・倉木護 役　※監督・脚本・編集担当、製作は2023年

#### 短編映画
- FUKUSHIMA DAY（2012年3月24日公開、ロックウェルアイズ、監督：桜井亜美） - 主演・北野将太 役
- あるいは、とても小さな戦争の音（2018年製作、監督：村口知巳） - 宮野 役[25] ※劇場未公開
- こえをきかせて（2019年4月6日公開、アルゴ・ピクチャーズ、監督：いまおかしんじ） - 寺田豪助 役 ※「KING RECORDS presents エロティカ クイーン」第1弾
- コワイモノ（2019年製作、監督：大石結介） - 主演 ※劇場未公開
- 美しいロジック（2019年製作、監督：村口知巳） - 主演・鎌田 役　※つかさとのダブル主演、劇場未公開[26]
- カメラを止めるな!リモート大作戦!（2020年製作、監督：上田慎一郎） - 神谷和明 役 ※Web公開作品

### テレビドラマ
- ドラマW ビート（2011年2月13日、WOWOW）
- ドラマW 同期（2011年2月20日、WOWOW）
- 人間昆虫記（2011年、WOWOW）
- 鍵のかかった部屋（2012年、フジテレビ）
- ほんとにあった怖い話 夏の特別編2013（2013年8月17日、フジテレビ）
- なぜ東堂院聖也16歳は彼女が出来ないのか?（2014年、名古屋テレビ）
- DOCTORS 3〜最強の名医〜 第7話（2015年2月19日、テレビ朝日）
- 月曜名作劇場 刑事夫婦3（2017年2月27日、TBS）
- スモーキング 第8話（2018年6月8日、テレビ東京）
- フルーツ宅配便 第6話（2019年2月16日、テレビ東京）
- 俺のスカート、どこ行った? 第6話（2019年5月25日、日本テレビ）
- 警視庁・捜査一課長 新作スペシャルⅠ（2019年7月7日、テレビ朝日）[27] ‐ 並岡真也 役
- 日曜THEリアル!・世界法廷ミステリー14 女たちの逆転判決（2020年3月15日、フジテレビ）　※再現ドラマ

### ウェブドラマ
- 田中圭24時間テレビ「くちびるWANTED」（2018年12月16日、AbemaTV） - テレビ局スタッフ 役
- カメラを止めるな! スピンオフ ハリウッド大作戦!（2019年3月2日、AbemaTV[注 3]） - 神谷和明 役

### テレビ番組
- 男おばさん!!（2018年6月16日、フジテレビTWO）
- シブヤノオト（2018年9月8日、NHK総合）
- 痛快TV スカッとジャパン 第136回「ショートショートスカッと」（2018年9月10日、フジテレビ）
- 中居正広の金曜日のスマイルたちへ（2018年11月16日、TBS）[28]
- 『カメラを止めるな!』世界を席巻!? 映画祭アツアツ珍道中inインドネシア（2018年12月25日、TOKYO MX）[29]

### オリジナルビデオ
- 60 CINEMA&シリーズ 東京シェアリング〜一戸建て、敷礼無し、賞金付き〜（2013年6月28日、スパイスビジュアル、監督：新藤哲也） - 須藤猛 役
- 殺人者 -KILLER-（2013年5月2日、グラッソ、監督：岩城武彦） - トモヤ 役
- 流し屋 鉄平（2015年3月13日、東映ビデオ、監督：榊英雄）

### 舞台
- s_Spoon公演「転がる夜明け」（2012年7月20日 - 22日、ブローダーハウス） - 男2 役[30]
- W.I.P.「形と暴力が私をパレードする」Vol.3 ライブ・セッション（2013年6月28日 - 30日、横浜港大さん橋国際客船ターミナル） - 言葉[31]
- DEERCRANE FRIENDS Vol.1「珈琲喫茶 〜SUGAR&BITTER〜」（2014年2月5日 - 9日、秋葉原アトリエ ACT&B）[注 4][32]
- smimalプロデュース公演 Vol.3「匣 〜家族と死んだ恋人〜」（2016年11月30日 - 12月4日、プロト・シアター） - 主演・タカシ 役
- カネク創業90周年記念作品「Happy Money 〜不思議な銀行、日本上陸〜」第2話「夢の保育園」（2017年2月1日 - 5日、ザ・ポケット）[33]
- FUKUSHIMA DAY上映会 会話劇「俳優 桐谷和明のトリセツ」（2019年4月27日、CAPSULE） - 主演・桐谷和明 役[10]
- ちーちゃん短編をやろうよ vol.2「嫌いだ」（2019年12月2日 - 5日、下北沢スターダスト）[注 5][34]
- 制作「山口ちはる」プロデュース「FANTASY WORLD?」（2020年9月2日 - 6日、小劇場 楽園）[35][36]
- オンライン演劇「スーパーフラットライフ」（2021年4月3日・4日、LINE LIVE-VIEWINGにて配信） - ヒロキ 役[37]

### オーディオブック
- ミシン（2019年） - 「世界の終わりという名の雑貨店」朗読[38]
- 【新釈】走れメロス 他四篇（2019年） - 「藪の中」朗読[39][40] - 男優・渡邊真一 役

### CM・広告
- 花王「success」（2007年）
- 読売新聞 「就活セミナー用映像」（2010年）
- 大東建託「モデルルーム」（2013年）
- Panasonic「除湿機乾燥機」「扇風機」（2013年）
- ムーンナビ「デート編」（2014年）
- 明治「SAVAS」（2017年）
- J:COM「わたしの見たい『LOVE激白会 映画・ネイチャー』」篇・「わたしの見たい『LOVE激白会 スポーツ・旅・紀行』」篇（2018年） - 国内ドラマLOVER 役[41]
- ニッポンレンタカー「レンタカーにも、「品質」がある。出張編」（2018年） - 主演[42] ※WebCM
- リクルートR&Dスタッフィング「リケテンってなんだ?」カフェ編・ラジオ編・ビジネスホテル編（2019年） - 主演[43] ※WebCM
- 仙台パルコ「KEEP GOING!」（2020年）[44] ※WebCM
- KIRIN 「こんな忘年会は嫌だ!オンライン飲み会あるある10選」（2021年） - ながやん 役[45] ※WebCM
- FISM「熱い男」篇（2022年） ※タクシーCM

### MV
- hibi「searchlight」（2020年） - 主演[46]